# Ferri Ridge
Ferri Ridge är en bergstopp i Antarktis. Den ligger i Västantarktis. Inget land gör anspråk på området. Toppen på Ferri Ridge är 244 meter över havet.
Terrängen runt Ferri Ridge är huvudsakligen kuperad, men västerut är den platt.  Trakten är obefolkad. Det finns inga samhällen i närheten.